# SA-804
La SA-804 es una carretera autonómica que une las localidades de Salamanca y Cantalpino, en la provincia de Salamanca, España.
Pertenece a la Red Complementaria Local de la Junta de Castilla y León. Pasa por las localidades salmantinas de Cabrerizos, Aldealengua, Arabayona de Mógica y Cantalpino.

## Recorrido
La carretera  SA-804  tiene su origen en el límite entre los Términos municipales de Salamanca y Cabrerizos, y termina en Cantalpino la intersección con la carretera  SA-801  formando parte de la Red de carreteras de Salamanca.
| Salamanca (Continuación de C/Carretera de Aldealengua ) - Cantalpino (Intersección con ) | Salamanca (Continuación de C/Carretera de Aldealengua ) - Cantalpino (Intersección con ) | Salamanca (Continuación de C/Carretera de Aldealengua ) - Cantalpino (Intersección con ) | Salamanca (Continuación de C/Carretera de Aldealengua ) - Cantalpino (Intersección con ) | Salamanca (Continuación de C/Carretera de Aldealengua ) - Cantalpino (Intersección con ) | Salamanca (Continuación de C/Carretera de Aldealengua ) - Cantalpino (Intersección con ) | Salamanca (Continuación de C/Carretera de Aldealengua ) - Cantalpino (Intersección con ) | Salamanca (Continuación de C/Carretera de Aldealengua ) - Cantalpino (Intersección con ) | Salamanca (Continuación de C/Carretera de Aldealengua ) - Cantalpino (Intersección con ) | Salamanca (Continuación de C/Carretera de Aldealengua ) - Cantalpino (Intersección con ) | Salamanca (Continuación de C/Carretera de Aldealengua ) - Cantalpino (Intersección con ) |
| Esquema                                                                                  | PK                                                                                       | Sentido Cantalpino                                                                       | Sentido Cantalpino                                                                       | Sentido Cantalpino                                                                       | Sentido Cantalpino                                                                       | Sentido Salamanca                                                                        | Sentido Salamanca                                                                        | Sentido Salamanca                                                                        | Sentido Salamanca                                                                        | Incidencias                                                                              |
| Esquema                                                                                  | PK                                                                                       | Velocidad                                                                                | Elemento                                                                                 | Salida                                                                                   | Salida                                                                                   | Salida                                                                                   | Salida                                                                                   | Elemento                                                                                 | Velocidad                                                                                | Incidencias                                                                              |
| Esquema                                                                                  | PK                                                                                       | Velocidad                                                                                | Elemento                                                                                 | Dir.                                                                                     | Nombre                                                                                   | Nombre                                                                                   | Dir.                                                                                     | Elemento                                                                                 | Velocidad                                                                                | Incidencias                                                                              |
| ---------------------------------------------------------------------------------------- | ---------------------------------------------------------------------------------------- | ---------------------------------------------------------------------------------------- | ---------------------------------------------------------------------------------------- | ---------------------------------------------------------------------------------------- | ---------------------------------------------------------------------------------------- | ---------------------------------------------------------------------------------------- | ---------------------------------------------------------------------------------------- | ---------------------------------------------------------------------------------------- | ---------------------------------------------------------------------------------------- | ---------------------------------------------------------------------------------------- |
|                                                                                          | 0,0                                                                                      |                                                                                          |                                                                                          | C/Carretera de Aldealengua                                                               | C/Carretera de Aldealengua                                                               | C/Carretera de Aldealengua                                                               | C/Carretera de Aldealengua                                                               |                                                                                          |                                                                                          |                                                                                          |
|                                                                                          | 0,7                                                                                      |                                                                                          |                                                                                          | Vía de Servicio                                                                          | Vía de Servicio                                                                          |                                                                                          |                                                                                          |                                                                                          |                                                                                          |                                                                                          |
|                                                                                          | 1,1                                                                                      |                                                                                          |                                                                                          |                                                                                          | Vía de Servicio                                                                          | Vía de Servicio                                                                          |                                                                                          |                                                                                          |                                                                                          |                                                                                          |
|                                                                                          | 1,1                                                                                      | Aldealengua Cantalpino                                                                   |                                                                                          |                                                                                          |                                                                                          |                                                                                          |                                                                                          |                                                                                          |                                                                                          |                                                                                          |
|                                                                                          | 1,1                                                                                      | Cabrerizos                                                                               |                                                                                          |                                                                                          |                                                                                          |                                                                                          |                                                                                          |                                                                                          |                                                                                          |                                                                                          |
|                                                                                          | 1,1                                                                                      | Salamanca                                                                                |                                                                                          |                                                                                          |                                                                                          |                                                                                          |                                                                                          |                                                                                          |                                                                                          |                                                                                          |
|                                                                                          | 1,9                                                                                      |                                                                                          |                                                                                          | Cámping Don Quijote                                                                      | Cámping Don Quijote                                                                      | Cámping Don Quijote                                                                      | Cámping Don Quijote                                                                      |                                                                                          |                                                                                          |                                                                                          |
|                                                                                          | 4,0                                                                                      |                                                                                          |                                                                                          | Vía de Servicio                                                                          | Vía de Servicio                                                                          | Vía de Servicio                                                                          | Vía de Servicio                                                                          |                                                                                          |                                                                                          |                                                                                          |
|                                                                                          | 5,0                                                                                      |                                                                                          |                                                                                          | Vía de Servicio                                                                          | Vía de Servicio                                                                          | Vía de Servicio                                                                          | Vía de Servicio                                                                          |                                                                                          |                                                                                          |                                                                                          |
|                                                                                          | 5,5                                                                                      |                                                                                          |                                                                                          | FF.CC. Ávila - Salamanca                                                                 | FF.CC. Ávila - Salamanca                                                                 | FF.CC. Ávila - Salamanca                                                                 | FF.CC. Ávila - Salamanca                                                                 |                                                                                          |                                                                                          |                                                                                          |
|                                                                                          | 5,7                                                                                      |                                                                                          |                                                                                          | ALDEALENGUA                                                                              | ALDEALENGUA                                                                              | ALDEALENGUA                                                                              | ALDEALENGUA                                                                              |                                                                                          |                                                                                          |                                                                                          |
|                                                                                          | 7,0                                                                                      |                                                                                          |                                                                                          | ALDEALENGUA                                                                              | ALDEALENGUA                                                                              | ALDEALENGUA                                                                              | ALDEALENGUA                                                                              |                                                                                          |                                                                                          |                                                                                          |
|                                                                                          | 7,7                                                                                      |                                                                                          |                                                                                          | Babilafuente                                                                             | Babilafuente                                                                             | Babilafuente                                                                             | Babilafuente                                                                             |                                                                                          |                                                                                          |                                                                                          |
|                                                                                          | 10,5                                                                                     |                                                                                          |                                                                                          |                                                                                          | San Morales                                                                              | San Morales                                                                              |                                                                                          |                                                                                          |                                                                                          |                                                                                          |
|                                                                                          | 10,7                                                                                     |                                                                                          |                                                                                          | Gomecello                                                                                | Gomecello                                                                                | Gomecello                                                                                | Gomecello                                                                                |                                                                                          |                                                                                          |                                                                                          |
|                                                                                          | 11,3                                                                                     |                                                                                          |                                                                                          | Canal de Babilafuente                                                                    | Canal de Babilafuente                                                                    | Canal de Babilafuente                                                                    | Canal de Babilafuente                                                                    |                                                                                          |                                                                                          |                                                                                          |
|                                                                                          | 11,6                                                                                     |                                                                                          |                                                                                          |                                                                                          | Huerta Babilafuente                                                                      | Huerta Babilafuente                                                                      |                                                                                          |                                                                                          |                                                                                          |                                                                                          |
|                                                                                          | 11,6                                                                                     | Aldearrubia                                                                              |                                                                                          |                                                                                          |                                                                                          |                                                                                          |                                                                                          |                                                                                          |                                                                                          |                                                                                          |
|                                                                                          | 12,1                                                                                     |                                                                                          |                                                                                          |                                                                                          | Villoruela Balneario de Babilafuente                                                     | Villoruela Balneario de Babilafuente                                                     |                                                                                          |                                                                                          |                                                                                          |                                                                                          |
|                                                                                          | 12,1                                                                                     | Aldearrubia                                                                              |                                                                                          |                                                                                          |                                                                                          |                                                                                          |                                                                                          |                                                                                          |                                                                                          |                                                                                          |
|                                                                                          | 15,0                                                                                     |                                                                                          |                                                                                          | Cabezabellosa de la Calzada                                                              | Cabezabellosa de la Calzada                                                              | Cabezabellosa de la Calzada                                                              | Cabezabellosa de la Calzada                                                              |                                                                                          |                                                                                          |                                                                                          |
|                                                                                          | 16,8                                                                                     |                                                                                          |                                                                                          | Pitiegua                                                                                 | Pitiegua                                                                                 | Pitiegua                                                                                 | Pitiegua                                                                                 |                                                                                          |                                                                                          |                                                                                          |
|                                                                                          | 22,2                                                                                     |                                                                                          |                                                                                          | ARABAYONA DE MOGICA                                                                      | ARABAYONA DE MOGICA                                                                      | ARABAYONA DE MOGICA                                                                      | ARABAYONA DE MOGICA                                                                      |                                                                                          |                                                                                          |                                                                                          |
|                                                                                          | 22,3                                                                                     |                                                                                          |                                                                                          | El Pedroso de la Armuña Espino de la Orbada                                              | El Pedroso de la Armuña Espino de la Orbada                                              | El Pedroso de la Armuña Espino de la Orbada                                              | El Pedroso de la Armuña Espino de la Orbada                                              |                                                                                          |                                                                                          |                                                                                          |
|                                                                                          | 22,5                                                                                     |                                                                                          |                                                                                          | Villoruela                                                                               | Villoruela                                                                               | Villoruela                                                                               | Villoruela                                                                               |                                                                                          |                                                                                          |                                                                                          |
|                                                                                          | 23,1                                                                                     |                                                                                          |                                                                                          | ARABAYONA DE MOGICA                                                                      | ARABAYONA DE MOGICA                                                                      | ARABAYONA DE MOGICA                                                                      | ARABAYONA DE MOGICA                                                                      |                                                                                          |                                                                                          |                                                                                          |
|                                                                                          | 27,1                                                                                     |                                                                                          |                                                                                          | CANTALPINO                                                                               | CANTALPINO                                                                               | CANTALPINO                                                                               | CANTALPINO                                                                               |                                                                                          |                                                                                          |                                                                                          |
|                                                                                          | 28,180                                                                                   |                                                                                          |                                                                                          |                                                                                          | Peñaranda de Bracamonte                                                                  | Peñaranda de Bracamonte                                                                  |                                                                                          |                                                                                          |                                                                                          |                                                                                          |
|                                                                                          | 28,180                                                                                   | Cañizal                                                                                  |                                                                                          |                                                                                          |                                                                                          |                                                                                          |                                                                                          |                                                                                          |                                                                                          |                                                                                          |